# Cucullia spectabilis
Cucullia spectabilis är en fjärilsart som beskrevs av Jacob Hübner 1827. Cucullia spectabilis ingår i släktet Cucullia och familjen nattflyn. Inga underarter finns listade i Catalogue of Life.